# لغة كامكاتا-فاري
لغة كامكاتا فاري هي أكبر لغة نورستانية تحتوي على اللهجات الرئيسية كاتا فاري وكامفيري ومومفيري، يتم اعتبار أنَّ «الكاتا فاري والكامفيري» أحيانًا على أنهما لغتان منفصلتان، ولكن وفقًا للعالم اللغوي ريتشارد ستراند [الإنجليزية]، فكلاهُما يُشكل لغة واحدة. 
يتحدث لغة كامكاتا فاري من 40.000 إلى 60.000 شخص، من كاتا وكوم ومومو وكشتو وبعض قبائل الشعب النورستاني الصغيرة في أجزاء من أفغانستان وباكستان. هناك اختلافات في اللهجات بين متحدثي الكامكاتا فاري في باكستان. الأسماء البديلة الأكثر استخدامًا للغة هي الكاتي أو الباشكالي.

## تصنيف
تنتمي إلى عائلة اللغات الهندو أوروبية وهي تنتمي إلى المجموعة النورستانية من الفرع لغات هندوإيرانية.

## اللهجات
هناك أربع لهجات رئيسية: الكاتا فاري الشرقية والكاتا فاري الغربية والكامفيري والمومفيري. يتم تعريف الأخيرتين بالخطأ أحيانًا على أنهما لغات منفصلة. يشار إلى كل من الكاتا فاري الشرقية والكامفيري على حد سواء باسم شيخالي في شيترال . 

## الحالة
معدلات معرفة القراءة والكتابة منخفضة: أقل من 1٪ لمن يستخدمها كلغة أولى وما بين 15٪ و 25٪ لمن يستخدمها كلغة ثانية . تُستخدم لهجة الكاتا فاري على أجهزة الإذاعة الراديو في أفغانستان.

## رَوابط خَارجيَّة
- Strand, Richard F. (2010). "Nurestâni Languages". Encyclopaedia Iranica, Online Edition. مؤرشف من الأصل في 2016-11-06. اطلع عليه بتاريخ 2012-01-16.

- Strand, Richard F. (1997). "Nuristan: Hidden Land of the Hindu-Kush". مؤرشف من الأصل في 2023-01-26. اطلع عليه بتاريخ 2012-01-16.
- Strand, Richard F. (1997). "The kâtʹa, kʹom, mumʹo, kṣtʹo, biniʹo, ǰâmčʹo, and ǰâšʹa". مؤرشف من الأصل في 2023-01-23. اطلع عليه بتاريخ 2012-01-16.
- Strand, Richard F. (1999). "Kâmvʹiri Lexicon". مؤرشف من الأصل في 2022-11-04. اطلع عليه بتاريخ 2012-01-16.
- Strand, Richard F. (1997). "The Sound System of Kâmvʹiri". مؤرشف من الأصل في 2023-01-23. اطلع عليه بتاريخ 2012-01-16.
- Strand, Richard F. (2011). "Kâtʹa-vari Lexicon". مؤرشف من الأصل في 2022-11-04. اطلع عليه بتاريخ 2012-01-16.
- Strand, Richard F. (2011). "The Sound System of Kt'ivřâ·i vari". مؤرشف من الأصل في 2023-01-23. اطلع عليه بتاريخ 2012-01-16.